# Sa femme et sa secrétaire
Pour plus de détails, voir Fiche technique et Distribution.

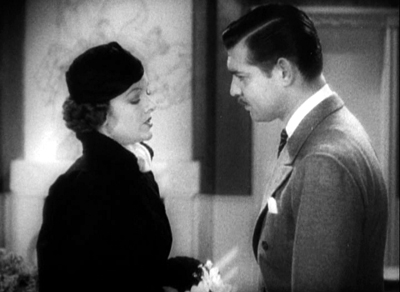
Myrna Loy et Clark Gable

Sa femme et sa secrétaire (Wife vs. Secretary), sorti en France sous le titre "Sa femme et sa dactylo", est un film américain pré-Code en noir et blanc réalisé par  Clarence Brown, sorti en 1936.

## Synopsis
Van Stanhope est un patron de presse très amoureux de sa femme, Linda. Il est secondé par une secrétaire jolie, efficace et compétente, Whitey. L'entourage de Linda n'a de cesse de lancer des insinuations sur la relation entre Van et Whitey. Elle repousse ses soupçons autant que possible, refusant de croire aux ragots, jusqu'à ce que son mari parte pour un voyage d'affaires à Cuba sans elle, et qu'elle découvre qu'il a emmené sa secrétaire.

## Fiche technique
- Titre français : Sa femme et sa secrétaire
- Autre titre français: Sa femme et sa dactylo
- Titre original : Wife versus Secretary
- Réalisation : Clarence Brown
- Scénario : Norman Krasna, John Lee Mahin et Alice Duer Miller d'après le roman Wife vs. Secretary de Faith Baldwin (1935)
- Musique : Herbert Stothart et Edward Ward
- Photographie : Ray June
- Montage : Frank E. Hull
- Direction artistique : Cedric Gibbons
- Costumes : Adrian et Dolly Tree
- Producteur : Clarence Brown et Hunt Stromberg
- Société de production : Metro-Goldwyn-Mayer
- Pays de production :  États-Unis
- Langue originale : anglais américain
- Format : noir et blanc — son : mono (Western Electric Sound System)
- Genre : comédie romantique
- Durée : 88 minutes
- Dates de sortie :
  - États-Unis : 28 février 1936
  - France : 22 juillet 1936

## Distribution
- Clark Gable (VF : Richard Francœur) : Van
- Jean Harlow (VF : Fernande Saala) : Whitey
- Myrna Loy (VF : Hélène Gerber) : Linda
- May Robson : Mimi
- George Barbier : Underwood
- Gloria Holden : Joan Carstairs
- James Stewart : Dave
- Hobart Cavanaugh : Joe
- Tom Dugan : Finney
- Gilbert Emery : Simpson
- Marjorie Gateson : Eve Merritt

Acteurs non crédités
- Frederick Burton : Ned Trent
- Leonard Carey : Taggart
- André Cheron : un Français
- Clay Clement : Herbert Herb
- Margaret Irving : Edna Wilson
- Greta Meyer : Molly
- Aileen Pringle : Mme Anne Barker
- Frank Puglia : Un employé d'hôtel
- John Qualen : M. Jenkins
- Nina Quartero : l'opératrice téléphonique cubaine
- Charles Trowbridge : Hal Harrington
- Niles Welch : Tom Axel

## Autour du film
- Tournage du 25 novembre 1935 au 14 janvier 1936[1].

- La nouvelle de Faith Baldwin  qui a servi de base au scénario était à l'origine publiée dans le magazine Cosmopolitan en mai 1935[2].

- William Powell était initialement prévu pour le rôle de Van. Toutefois, l'acteur déclina, étant engagé dans un autre film[3].

- C'est le cinquième film entre Clark Gable et Jean Harlow, le quatrième entre Clark Gable et Myrna Loy, et le premier entre Myrna Loy et Jean Harlow qui se retrouveront durant l'été 1936 dans Une fine mouche[4].

- Clark Gable retrouva Myrna Loy après plus d'un an depuis leur dernière collaboration. Après sa tentative de séduction ratée à son encontre, il resta en bons termes avec elle mais resta encore frustré alors que Myrna Loy sortait tout juste d'une liaison amoureuse passionnée et discrète dans les bras de Spencer Tracy qui devint définitivement son amant. Gable en sera irrité[5],[6],[7],[8].

- Bien que le personnage de Clark Gable se nomme Van et qu'il est également appelé Vs, Myrna Loy commit une erreur dans une séquence en l'appelant Jake[9].

- Le film engrangea un profit de 1 350 000 dollars aux États-Unis et au Canada et 717 000 dollars dans le reste du monde[10].